# Брайнин, Давид
Давид Брайнин (20 августа 1905, Харьков — 1942, Аушвиц) — французский художник, артист балета.

## Биография
Родился в еврейской семье, сын портного из Харькова. В 14 лет уехал в Эрец-Исраэль. С 1924 года жил в Париже, учился живописи. Увлекался балетом, занимался хореографией, был связан с труппой Дягилева. Выступал в Париже. В 1931 отправился с женой, русской танцовщицей, в турне по Бразилии, Мексике, Аргентине. Художник театра и кино.
Отец известного французского поэта, писателя, кинорежиссёра Грегуара Брайнина (лит. псевдоним Moineau).
После оккупации Франции был арестован 29 апреля 1941 и интернирован в концлагерь Руалье около города Компьень, затем в транзитный лагерь Дранси.
Известен работами, сделанными в лагере (1942), находящимися сегодня в мемориале Бейт Лохамей ха-геттаот.
18 сентября 1942 года группа узников, среди которых был художник, была отправлена в Освенцим. Согласно сведениям, опубликованным в мемуарах его сына, убит в поезде (эшелон № 34) (по другим данным погиб в Освенциме в том же году).